# ソール・バス

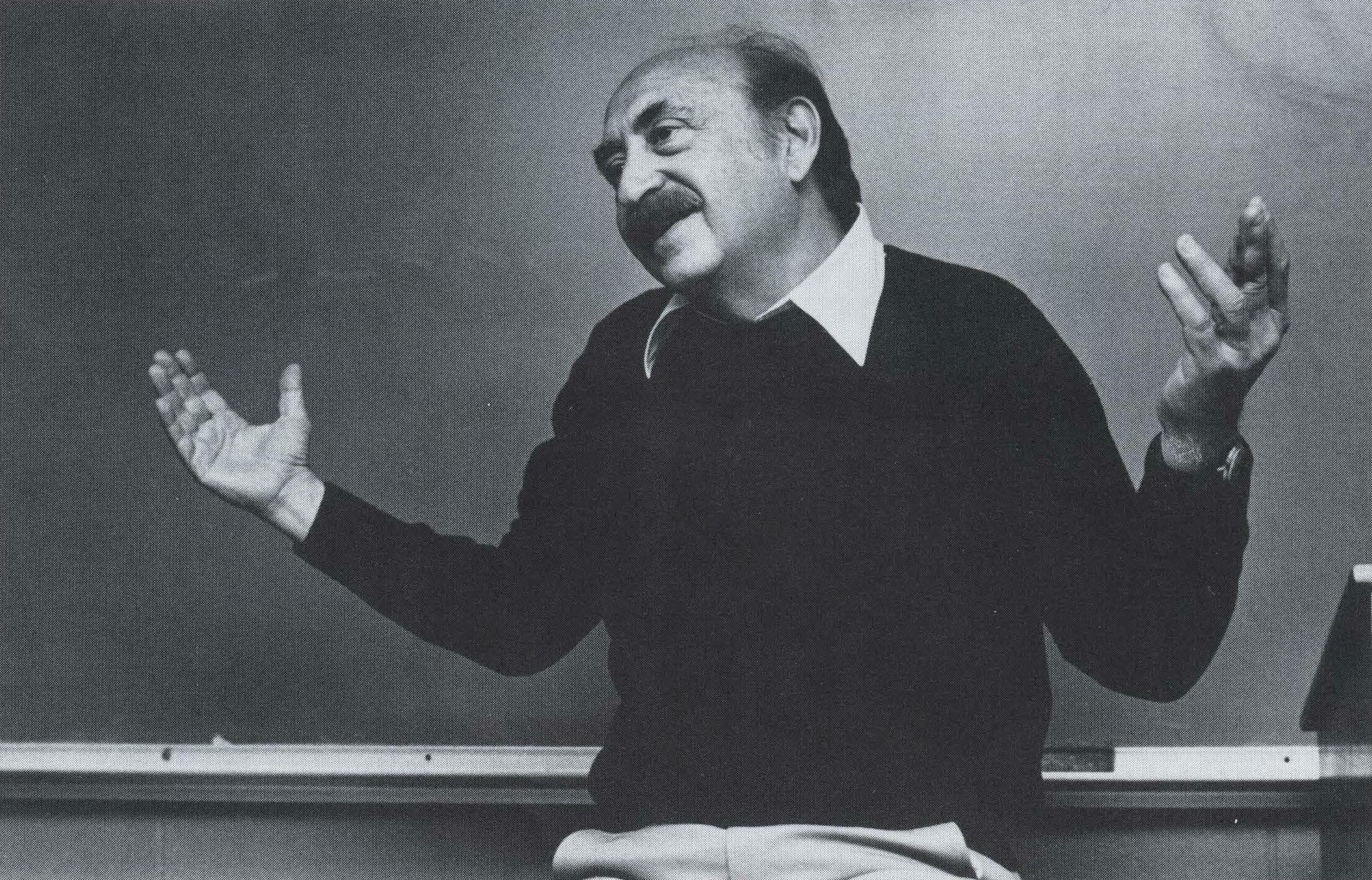
ソール・バス（1979年）

ソール・バス（Saul Bass/sɔːl bæs/、1920年5月8日 - 1996年4月25日）は、アメリカ合衆国のグラフィックデザイナー。ニューヨーク出身。しばしばソウル・バスとも表記される。
映画のタイトルデザインで広く知られ、映画界にタイトルデザインの分野を確立した人物ともいわれる。第一人者としてその死まで活躍、コーポレートアイデンティティや企業マークのデザインなども多く制作した。

## 映画界へ
映画ポスターや予告編制作などに携わった後、1954年オットー・プレミンジャー監督作品『カルメン』でタイトルデザインを初めて担当。
デビュー以後、1960年代にかけて、ビリー・ワイルダー（『七年目の浮気』（1955年）で担当）、ロバート・アルドリッチ（『攻撃』（1956年など2本で担当）、キャロル・リード（『空中ぶらんこ』（1956年）で担当）、ウィリアム・ワイラー（『大いなる西部』（1958年）で担当）、スタンリー・キューブリック（『スパルタカス』（1960年）で担当）、ロバート・ワイズ（『ウエスト・サイド物語』（1961年）で担当）、エドワード・ドミトリク（『荒野を歩け』（1962年）で担当）、スタンリー・クレイマー（『おかしなおかしなおかしな世界』（1963年）など2本）、ジョン・フランケンハイマー（『グラン・プリ』（1966年）など3本）などの監督作品にデザインを提供した。
『八十日間世界一周』（1956年、マイケル・アンダーソン監督）、『オーシャンと十一人の仲間』（1960年、ルイス・マイルストン監督）などの大作・話題作にも印象的なタイトルデザインを制作している。

## プレミンジャー、ヒッチコックと

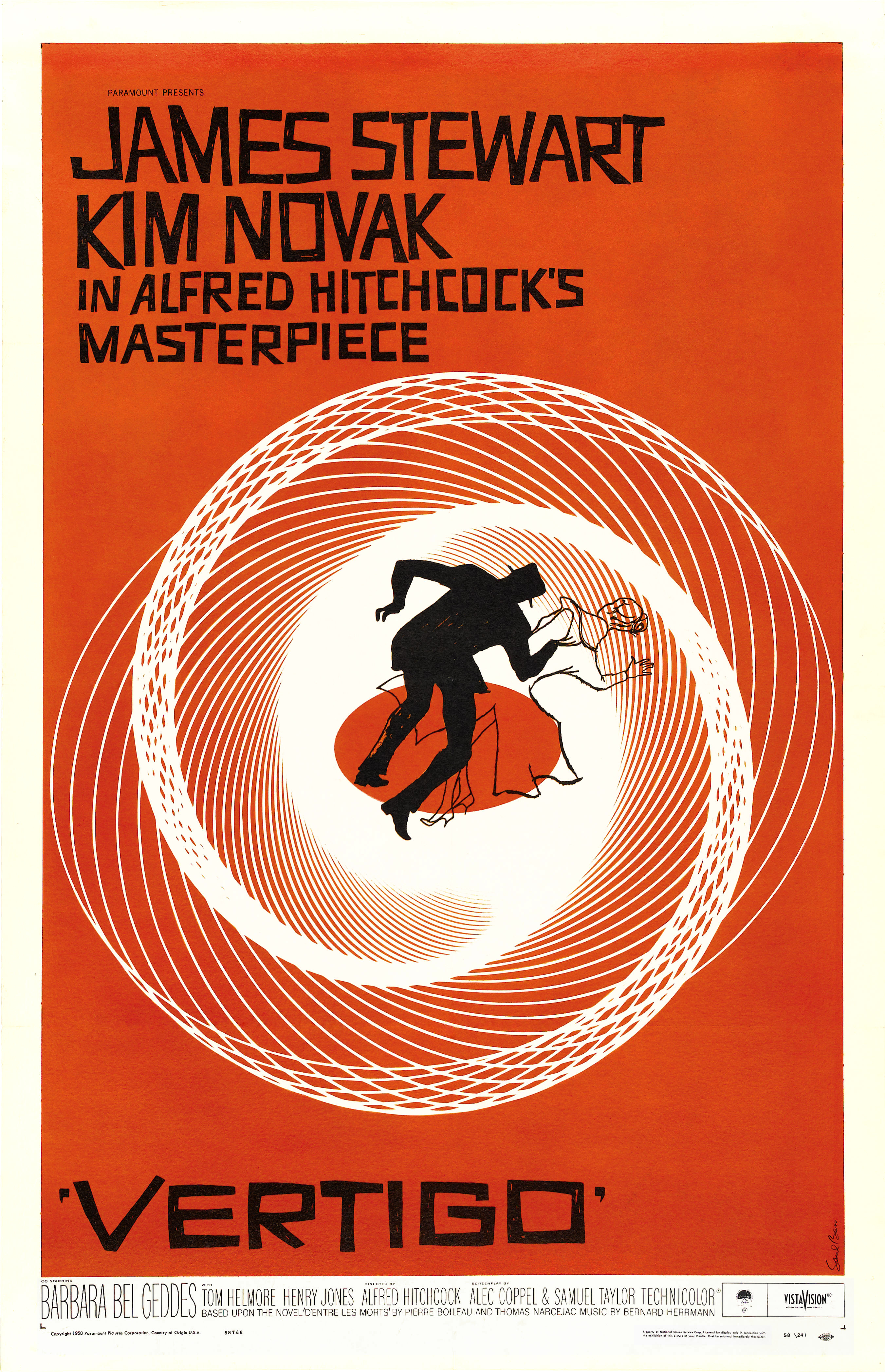
『めまい』（1958年）のポスター

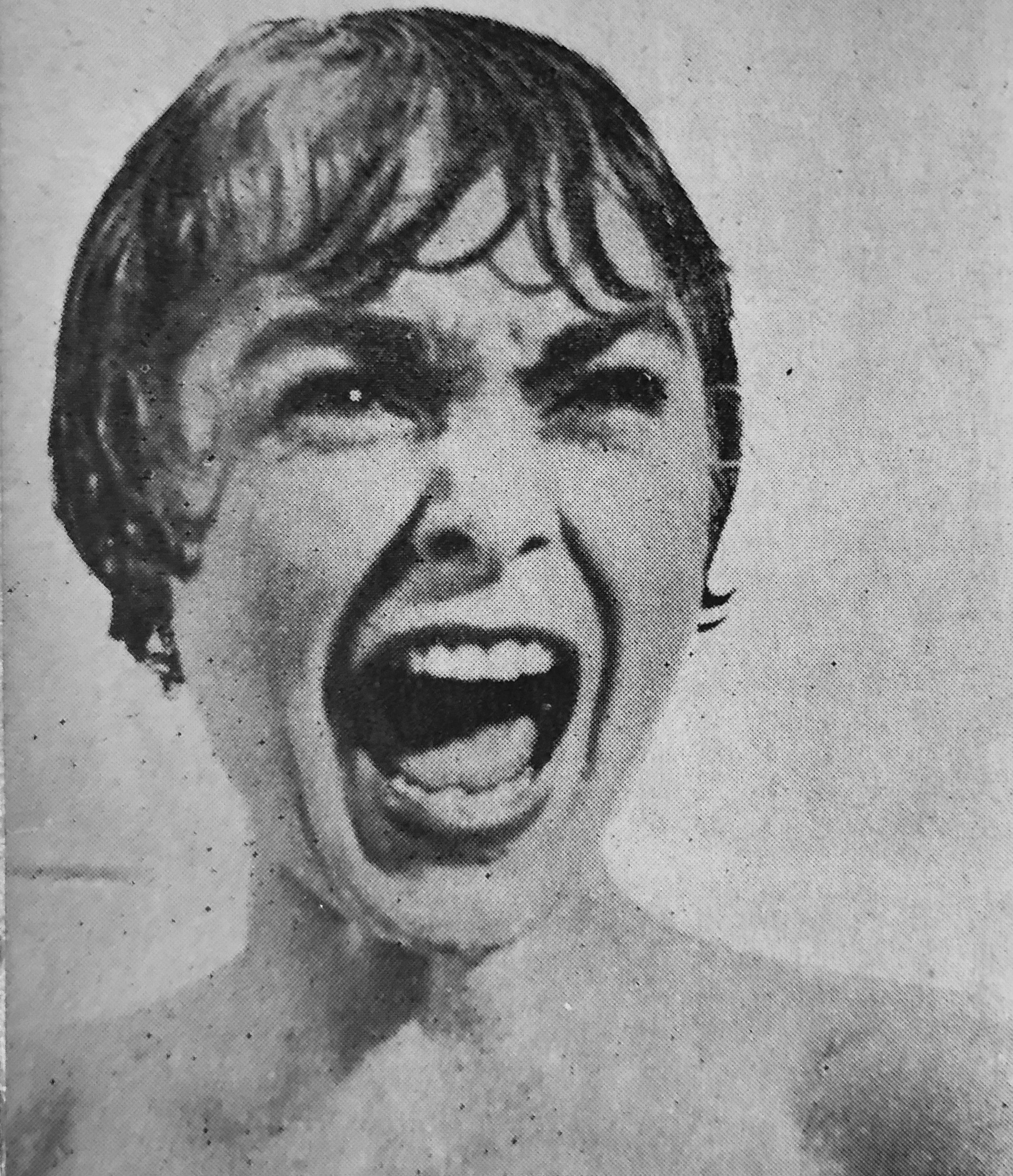
『サイコ』（1960年）のシャワー・シーン

タイトルデザイナーとして、1950年代から1970年代のバスの経歴の中で特筆されるのはオットー・プレミンジャー、アルフレッド・ヒッチコック両監督との仕事である。
バスのタイトルデザイナーとしてのデビュー以来、プレミンジャーとは密接な仕事ぶりで、『黄金の腕』（1955年）、『悲しみよこんにちは』（1957年）、『栄光への脱出』（1960年）、『枢機卿』（1962年）、『危険な道』（1965年）、『ローズバッド』（1975年）など、最後の共働となった『ヒューマン・ファクター』（1979年）まで11本にのぼり、バスが共働した監督の中で最多となっている。
一方『めまい』（1958年）のタイトルデザインで初めて組んだヒッチコックとの仕事は『北北西に進路を取れ』（1959年）、『サイコ』（1960年）の合計3本だけであった。しかし、『めまい』では映画に初めてコンピューター映像を取り入れた斬新なタイトルバックを制作し、『北北西に進路を取れ』のタイトルではキネティック・タイポグラフィを導入し、『サイコ』ではタイトルのみならず有名な“シャワー・シーン”の絵コンテも手がけるなど、ヒッチコック作品の高い評価に貢献した重要スタッフであった（バスは後年、絵コンテを書いたことから、“シャワー・シーン”の事実上の監督は自分だと主張したが、ヒッチコックの指示の下での絵コンテと考えられ、バスが監督したわけではないとの見方がほとんどである）。

## 1970年代以降・晩年
タイトルデザインにとどまらず、自ら短編映画を撮影し、受賞歴もある。1973年には『フェイズIV 戦慄!昆虫パニック』で長編劇映画監督デビューを果たした。これらの映画製作、また1980年代以降のバスのほとんどのタイトルデザインには妻のエレインが協力している（共作者としてクレジットにも登場）。
1980年代前後、タイトルデザイナーとしてのバスは、『エイリアン』（1979年、クレジット無し）、『ビッグ』（1988年）などを手がけ、1988年には日本に招かれて『敦煌』のタイトルデザインを担当している。
1990年代には『グッドフェローズ』（1990年）以降、『ケープ・フィアー』（1991年）、『エイジ・オブ・イノセンス/汚れなき情事』（1993年）などマーティン・スコセッシ作品のタイトルデザインが知られる。スコセッシと5本めに組んだ『カジノ』（1995年）が最後にかかわった映画となり、1996年、75歳で死去。デザイナーとして関わった映画は約60本にのぼる。

## CI、企業マークデザイン
ソール・バスは、覚えやすく印象に残る企業ロゴ、コーポレートアイデンティティ（CI）プログラムを多数制作した。特に北米、日本の企業、団体などのものが多い。

### ソール・バスがデザインしたCI、ロゴを持つ企業・団体
- クリネックス (1961年)
- アルコア（1963年）
- 京王百貨店（1964年）包装紙とショッピングバッグ[1]
- セラニーズ (1965年)
- コンチネンタル航空（1968年）
- ロックウェル・インターナショナル（1968年）
- ベル電話会社（1969年）
- デキシー（1969年）
- クエーカーオーツカンパニー（1969年）
- ユナイテッド・ウェイ（1972年）
- 味の素（1973年）
- ユナイテッド航空（1974年）
- ワーナー・コミュニケーションズ（1974年）
- ミノルタ（1978年）[2]
- フロンティア航空（1978年）
- ガールスカウト・オブ・アメリカ（1978年）
- ハンナ・バーベラ・プロダクション (1979年)
- ゲフィン・レコード（1981年）
- AT&T（1983年）
- 紀文食品（1984年）
- YWCA（1988年）
- ジャパンエナジー（1993年）
- コーセー（1991年）[3]
- 前田建設工業（1991年）[4]
- ゲティ財団（1993年）
- NCR（1996年）